# Даниил Хармс
Даниил Хармс е литературният псевдоним на Даниил Иванович Ювачёв, руски (съветски) писател и поет.
В края на 20-те години на ХХ век става един от основателите на авангардната поетическа група Обединение за реално изкуство (съкратено на руски ОБЭРИУ).
През 1932 г. творчеството на групата е заклеймено като „поезия на класовия враг“ и за авторите от нея става невъзможно да се събират. По същото време Хармс е обвинен в антисъветска дейност и е изселен в Курск. Когато се връща, започва да пише детски книжки, за да се препитава. Кратките театрални сцени, стиховете и другите текстове, които пише, така и не публикува приживе.
През 1941 г., по време на Втората световна война, е арестуван отново за „пораженчески изказвания“, той заявява, че „Ако ми връчат призовка за мобилизация, ще вкарам една в мутрата на командира, нека ме разстрелят, но униформа няма да облека и няма да служа в съветската армия, не желая да ставам такова лайно“. Като качествен абсурдист симулира умело шизофрения и избягвайки разстрел, умира в психическото отделение от глад по време на блокадата на града от нацистите.
Реабилитиран е през 1956 г., но така или иначе дълго време произведенията му не се публикуват в СССР.
Пиесата на Хармс „Елисавета Бам“ дълго време е сред водещите заглавия в репертоара на българския театър „София“.